# شبح فيشر
موضوع خرافة أسترالية يعود تاريخها إلى العشرينيات من القرن التاسع عشر الميلادي. وتقول بأنه في ليلة السابع عشر من يوليو من عام 1826م، اختفى فريدريك فيشر من مزرعته الواقعة في كامبلتاون في نيو ساوث ويلز. ولكن جورج ورال الذي كان يعمل أجيرًا لدى فيشر أخبر الأصدقاء أن فيشر هرب إلى بريطانيا حتى لا يواجه بتهمة التزييف. عقب ذلك بأشهر معدودة ادعى مزارع آخر اسمه جون فارلي أنه رأى شبح فيشر يجلس على سياج ويشير إلى حقل قريب. وقد عثرت الشرطة فيما بعد على جثمان فيشر في مقبرة ليست بالعميقة في الموقع نفسه الذي زعم فارلي أن الروح كانت تشير إليه. وقد اعترف جورج ورال بأنه قتل فيشر، وأعدم شنقًا في نهاية الأمر.